# Mistrzostwa Europy w Wioślarstwie 2007 – dwójka podwójna wagi lekkiej kobiet
Dwójka podwójna wagi lekkiej kobiet (LW2x) – konkurencja rozgrywana podczas Mistrzostw Europy w Wioślarstwie 2007 w Poznaniu między 21 a 23 września.

## Harmonogram konkurencji
| Wydarzenie                  | Runda      |
| --------------------------- | ---------- |
| Piątek, 21 września 2007    | Eliminacje |
| Sobota, 22 września 2007    | Repasaże   |
| Niedziela, 23 września 2007 | Finał B    |
| Niedziela, 23 września 2007 | Finał A    |

## Medaliści
| Złoto                                        | Srebro                                         | Brąz                                |
| Grecja · Chrisi Biskidzi · Aleksandra Tsiawu | Polska · Magdalena Kemnitz · Ilona Mokronowska | Włochy · Laura Milani · Erika Bello |

## Wyniki

### Eliminacje
Reguła kwalifikacji: 1 → FA, 2.. → R

#### Eliminacje 1
| Miejsce | Zawodnik                            | Kraj            | Czas    | Uwagi |
| ------- | ----------------------------------- | --------------- | ------- | ----- |
| 1       | Magdalena Kemnitz Ilona Mokronowska | Polska          | 7:19,20 | FA    |
| 2       | Sophie Hosking Mathilde Pauls       | Wielka Brytania | 7:23,38 | R     |
| 3       | Laura Milani Erika Bello            | Włochy          | 7:26,14 | R     |
| 4       | Zsófia Novák Zsuzsanna Hajdú        | Węgry           | 7:28,43 | R     |

#### Eliminacje 2
| Miejsce | Zawodnik                          | Kraj       | Czas    | Uwagi |
| ------- | --------------------------------- | ---------- | ------- | ----- |
| 1       | Chrisi Biskidzi Aleksandra Tsiawu | Grecja     | 7:21,17 | FA    |
| 2       | Marie Gottlieb Sine Christiansen  | Dania      | 7:35,13 | R     |
| 3       | Anne Touminet Coralie Simon       | Francja    | 7:40,66 | R     |
| 4       | Ana Santos Maria Lima             | Portugalia | 7:48,80 | R     |

### Repasaże
Reguła kwalifikacji: 1-4 → FA
| Miejsce | Zawodnik                         | Kraj            | Czas    | Uwagi |
| ------- | -------------------------------- | --------------- | ------- | ----- |
| 1       | Laura Milani Erika Bello         | Włochy          | 7:19,87 | FA    |
| 2       | Sophie Hosking Mathilde Pauls    | Wielka Brytania | 7:22,67 | FA    |
| 3       | Marie Gottlieb Sine Christiansen | Dania           | 7:24,98 | FA    |
| 4       | Zsófia Novák Zsuzsanna Hajdú     | Węgry           | 7:26,72 | FA    |
| 5       | Ana Santos Maria Lima            | Portugalia      | 7:34,53 | FB    |
| 6       | Anne Touminet Coralie Simon      | Francja         | 7:35,49 | FB    |

### Finał B
| Miejsce | Zawodnik                    | Kraj       | Czas    | Uwagi |
| ------- | --------------------------- | ---------- | ------- | ----- |
| 1       | Ana Santos Maria Lima       | Portugalia | 7:41,84 |       |
| 2       | Anne Touminet Coralie Simon | Francja    | 7:43,77 |       |

### Finał A
| Miejsce | Zawodnik                            | Kraj            | Czas    | Uwagi |
| ------- | ----------------------------------- | --------------- | ------- | ----- |
|         | Chrisi Biskidzi Aleksandra Tsiawu   | Grecja          | 7:21,03 |       |
|         | Magdalena Kemnitz Ilona Mokronowska | Polska          | 7:23,51 |       |
|         | Laura Milani Erika Bello            | Włochy          | 7:26,57 |       |
| 4       | Sophie Hosking Mathilde Pauls       | Wielka Brytania | 7:30,84 |       |
| 5       | Marie Gottlieb Sine Christiansen    | Dania           | 7:36,11 |       |
| 6       | Zsófia Novák Zsuzsanna Hajdú        | Węgry           | 7:38,64 |       |